# Волошина, Мария Ермолаевна
Мари́я Ермола́евна Воло́шина (1926 — 1979) — передовик советского сельского хозяйства, доярка колхоза «Объединение» Улётовского района Читинской области, Герой Социалистического Труда (1966).

## Биография
Родилась в 1926 году в селе Николаевское, ныне Улётовского района Забайкальского края в русской крестьянской семье.  
В 1942 году трудоустроилась учётчиком-заправщиком в тракторную бригаду колхоза "Объединение". С 1945 года работала трактористкой. В 1948 году пришла работать на животноводческую ферму - дояркой. Очень быстро освоила профессию и в скором времени вышла в передовики производства. 
По итогам работы в седьмой пятилетки она досрочно выполнила плановые показатели и стала победительницей социалистического соревнования. 
Указом Президиума Верховного Совета СССР от 22 марта 1966 года за получение высоких результатов в сельском хозяйстве и рекордные показатели в животноводстве Марии Ермолаевне Волошиной было присвоено звание Героя Социалистического Труда с вручением ордена Ленина и медали «Серп и Молот». 
Продолжала и дальше трудиться в родном колхозе.  
Проживала в родном селе. Умерла в 1979 году.

## Награды
За трудовые успехи была удостоена:
- золотая звезда «Серп и Молот» (22.03.1966)
- орден Ленина (22.03.1966)
- другие медали.